# سفیدکوه

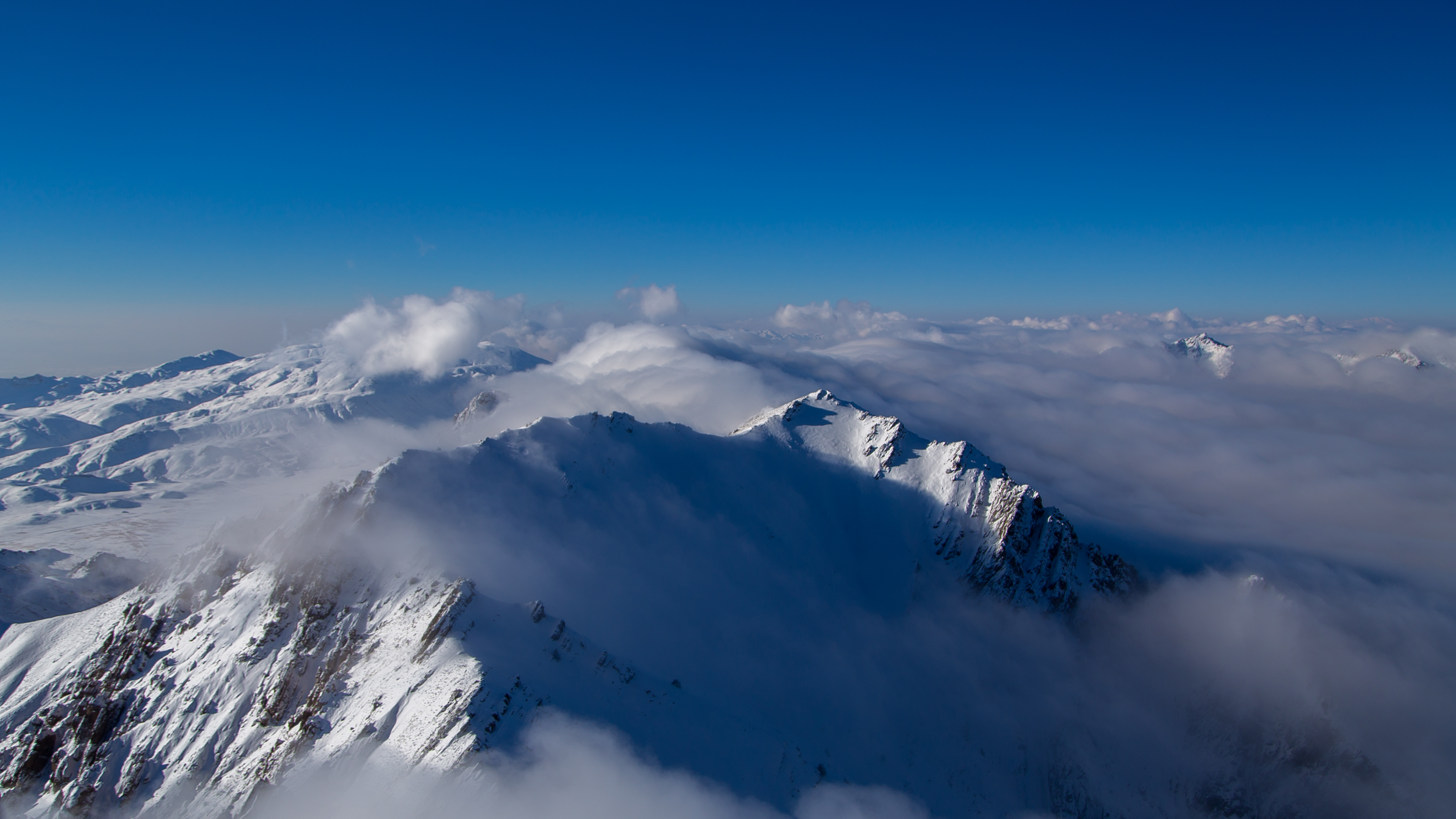
نمایی از سفیدکوه شرقی

سفیدکوه شرقی رشته‌کوهی در شرق افغانستان است که با طول ١٨۰ کیلومتر تا خیبر پختونخوای پاکستان امتداد دارد. تنگه خیبر از یکی از تنگه‌های این کوه گذر می‌کند.
سرخرود این رشته‌کوه را از سیاه کوه شرقی جدا می سازد. بلندترین قله آن سیکارام است که ۴۷۵۵ متر از سطح دریا ارتفاع دارد. دامنه های آن پر از جنگلات جلغوزه ارچه کاج و نشتر می باشد که از لحاظ اقتصادی حایز اهمیت است.

## جغرافیا
این دامنه از دره پیشاور در شرق در حدود ۱۶۰ کیلومتری غرب تا رود لوگر در افغانستان امتداد دارد. رودخانه کابل از میان کوه‌های سپین غار می‌گذرد که در سمت شرق به رود سند می‌ریزد. این رشته به طور مستقیم به شاخه شاندور بالای رشته کوه هندوکش متصل می‌شود.
بلندترین قله، کوه سیکرم (سیکارام سر) در نزدیکی شهر پاراچنار پاکستان در دره کورم است. سفیدکوه حوضه‌آبریز بین رودخانه‌های کابل و کورم را تشکیل می‌دهد. 
نزدیکترین شهرها به سفیدکوه جلال‌آباد در شمال. گردیز در غرب؛ و خوست و پاراچنار در پاکستان در جنوب می‌باشد.
محدوده بین هرات در غرب و فیروزکوه در شرق را کوه‌های پاروپامیسوس می‌گویند.

## زمین‌شناسی
سفیدکوه بخشی از حاشیه غربی است که شبه‌قاره هند را از صفحه اوراسیا جدا می‌کند. پایه کوه از پیشین‌زیستی‌های گنیس‌ها و گرانیت‌ها با مخلوطی از گابروها، سنگ‌های متاولکانیک مافیک، مرمر و میگماتیت‌ها تشکیل شده است.
در جناح جنوبی سیکارم سر از ۲۵۰۰ متر به سمت بالا، شامل: خاک‌های آبرفتی در دره‌ها، سنگ آهک و دولومیت تا ارتفاع ۴۰۰۰ متر، یک منطقه میانی از تخته‌سنگ در ارتفاع ۴۰۰۰ متر، بالاتر از همه سنگ کریستالی.

## جانوران
یک بیوتوپ ۲۰۰۰۰ هکتاری در جنوب غربی سفیدکوه جایگاه و منطقه مهم پرندگان در افغانستان محسوب می‌شود. رودهایی که از سفیدکوه جاری می‌شوند مزارع این منطقه را آبیاری می‌کنند.

## کشاورزی و جنگل‌داری
در بالای دامنه‌های پایین‌تر بایر، جنگل‌های کاج و سرو دئودر در محدوده اصلی رشد می‌کردند، اما ویرانی در طول جنگ‌های داخلی افغانستان باعث کاهش منابع چوب شد. دره‌ها هنوز بخشی از کشاورزی را پشتیبانی می‌کنند.